# أنيتا بربر
أنيتا بربر (10 يونيو 1899 – 10 نوفمبر 1928) راقصة وممثلة وكاتبة ألمانية كانت موضوع لوحة أوتو ديكس. عاشت خلال فترة جمهورية فايمار.

## حياة سابقة
ولدت في لايبزيغ ووالدها هو فيليكس بربر، عازف الكمان الأول مع أوركسترا البلدية وزوجته هي لوسي بربر، الممثلة والمطربة الطموحة التي طلقها في وقت لاحق، أنيتا بربر ترعرعت بشكل اساسي من قبل جدتها في دريسدن. في سن ال 16 كانت قد انتقلت إلى برلين واصبحت لأول مرة كراقصة ملهى. بحلول عام 1918 كانت تعمل في الافلام، وبدأت في الرقص عارية في عام 1919. وسرعان ما صنعت لنفسها اسم. كانت ترتدي الماكياج بشكل كبير الذي ظهر على الصور والأفلام بالأبيض والأسود في ذلك الوقت بينما رسم لون أحمر شفاه نفاث عبر الجزء الذي على شكل قلب من شفتيها النحيفتين وعيناها الفحميتان.

## سمعة سيئة في برلين
قصت شعرها بشكل عصري وكان لونه أحمر ساطع في كثير من الأحيان، وفي عام 1925 عندما رسم الرسام الألماني أوتو ديكس صورة لها بعنوان «الراقصة انيتا بربر».

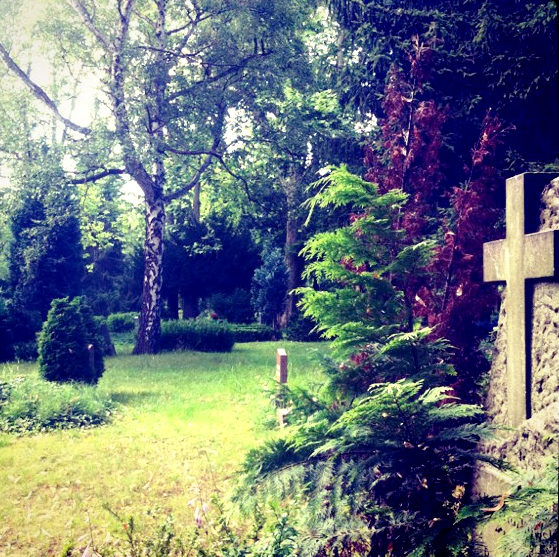
مقبرة القديس توماس ، نيوكولن ، القسم 2 ، الصف 21 - مكان استراحة محتمل لبربر

رقصات أنيتا – التي كانت تحمل أسماء مثل «الكوكايين» و «المورفيوم»  – قطعت الحدود مع أندروجيني وعريها الكلي، لكن ظهورها العلني هو الذي تحدى بالفعل المحرمات الاجتماعية. كان إدمان البربر العلني للمخدرات وثنائيي الجنس من الأمور المتعلقة بالثرثرة العامة. بالإضافة إلى إدمانها على الكوكايين والأفيون والمورفين، كان أحد أشكال الإدمان المفضل لها هو الكلوروفورم والأثير المختلط في وعاء.
بصرف النظر عن إدمانها على المخدرات، كانت بربر مدمنة على الكحول. في عام 1928، عن عمر يناهز 29 عامًا، تخلت عن الكحول تمامًا، لكنها توفيت لاحقًا في نفس العام. وفقا لميل غوردون، في الإدمانات السبعة والمهن الخمس لأنيتا بربر: كاهنة فايمار في الفجور ،  تم تشخيصها بأنها مصابة بالسل الشديد أثناء أدائها في الخارج. بعد انهيارها في دمشق، عادت إلى ألمانيا وتوفيت في مستشفى كروزبرج في 10 نوفمبر 1928، على الرغم من أن الشائعات تقول إنها توفيت محاطة بحقن المورفين الفارغة. تم دفن أنيتا في قبور الفقراء في مقبرة سانت توماس في نيوكولن. 

## الزواج
في عام 1919، دخل أنيتا في زواج صوري مع رجل يحمل لقب ناثوسيوس. تركته لاحقًا من أجل ان ترتبط مع امرأة تدعى سوسي وانوفسكي، وأصبحت جزءًا من مجتمع برلين السحاقي.

## افلام مختارة

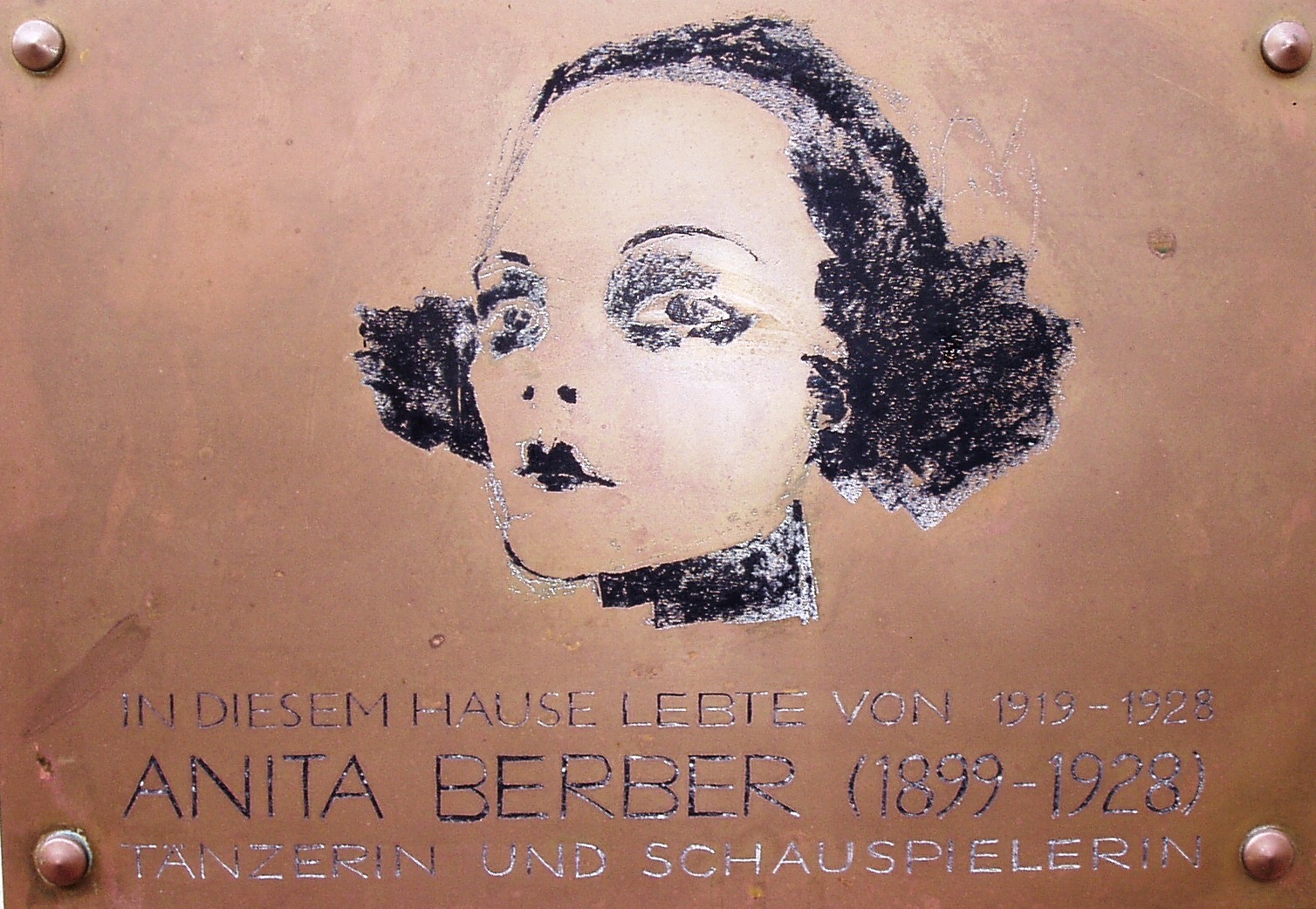
لوحة خارج منزل أنيتا السابق في برلين.

- قصة ديدا إبسن (1918)
- حول العالم في ثمانين يومًا (1919)
- يختلف عن الآخرين (1919)
- الدعارة (1919)
- ابنة جمجمة فرعون (1920)
- المزاحم (1920)
- شخصيات من الليل (1920)
- كونت كاليوسترو (1920)
- الطاعون الذهبي (1921)
- سيرك الناس (1922)
- لوكريزيا بورجيا (1922)
- ثلاث ماريات (1923)
- فيينا، مدينة سونغ (1923)
- رقصة الفالس لشتراوس (1925)

## في الثقافة الشعبية
- يركز فيلم «روزا فون براونهايم» عام 1987 على فيلم «أنيتا - رقصات الرذيلة» على حياتها.[9]
- قامت فرقة الموت في لاس فيكس بتسمية أغنية باسمها، وهي ضمن ألبوم سيرك الشيطان . يتم عرض الاغنية بشكل متكرر في برنامج الراديو NPR " الحياة الأمريكية" .

## روابط خارجية
- أنيتا بربر على موقع IMDb (الإنجليزية)
- أنيتا بربر على موقع ألو سيني (الفرنسية)
- أنيتا بربر على موقع ميوزك برينز (الإنجليزية)
- أنيتا بربر على موقع قاعدة بيانات الأفلام السويدية (السويدية)
- أنيتا بربر على موقع إن إن دي بي (الإنجليزية)
- أنيتا بربر على موقع ديسكوغز (الإنجليزية)
- أنيتا بربر على موقع قاعدة بيانات الفيلم (الإنجليزية)
- أنيتا بربر على موقع كينوبويسك (الروسية)